# Bolesław Ościłowski
Bolesław Ościłowski (ur. 8 stycznia 1912 w Szepietowie, zm. 6 maja 1998 w Białymstoku) – polski nauczyciel, podporucznik rezerwy piechoty Wojska Polskiego.

## Życiorys
Urodził się w rodzinie Adama i Julii z d. Zielińska. Uczęszczał do Państwowego Seminarium Nauczycielskiego w Łomży, które ukończył w 1932 roku, a następnie zaczął pracować w Goworowie w tamtejszej szkole powszechnej. Od 1933 do 1934 roku służył w Szkole Podchorążych Rezerwy Piechoty w Zambrowie. Starał się o przyjęcie do służby zawodowej w lotnictwie wojskowym, ale otrzymywał odpowiedzi odmowne. Później w 71 pułku piechoty odbywał ćwiczenia wojskowe i w pułku został mianowany podporucznikiem rezerwy ze starszeństwem z dniem 1 stycznia 1937 roku.
Od 1934 do 1935 roku był pracownikiem szkoły powszechnej w Pińsku, a w latach 1935–1939 na stanowisku kierownika szkół powszechnych w Botowie i Pohoście Zahorodzkim. Po mobilizacji marcowej 1939 roku powołany do 84 pułku piechoty, w którym był na stanowisku dowódcy plutonu w 2 kompanii ckm. Do 31 sierpnia 1939 roku przebywał w Szpitalu Okręgowym w Łodzi, ponieważ miał problemy żołądkowe.
Po usłyszeniu wiadomości o wybuchu wojny stawił się w pułku, gdzie objął poprzednie stanowisko w 2 kompanii ckm. Dowódca tej kompanii od 10 września 1939 roku, którą dowodził, aż do kapitulacji Modlina. Po kapitulacji Modlina znalazł się w obozie w Działdowie. W październiku 1939 roku został aresztowany przez Niemców pod zarzutem zbrodni wojennych (chodziło o to, że podczas wypadu na Leszno dokonanego 16 września 1939 znęcał się nad jeńcami niemieckimi).
Był więziony w Królewcu, Bydgoszczy, Berlinie i Hamburgu, a następnie przewieziony został w czerwcu 1941 roku do Płocka, gdzie po procesie sąd niemiecki go uniewinnił od postawionego zarzutu. Więziony do końca wojny w oflagach: w 1941 w Stalagu X B Sandbostel, 1941–1944 w Oflagu X C Lubeka i 1944–1945 Oflagu VI B Dössel. 27 września 1944 roku na Dössel nastąpił aliancki nalot podczas którego Bolesław Ościłowski został ranny.
W listopadzie 1945 roku odzyskał wolność i wrócił do kraju. Tutaj w powiecie wysokomazowieckim w latach 1946–1948 pracował na stanowisku kierownika szkół w Starej Rusi i Sokołach. Od 1948 do 1949 roku był urlopowany i wysłany do Warszawie na Wyższy Kurs Nauczycielski Oświaty i Kultury Dorosłych. Kurs ukończył i od 1949 roku rozpoczął pracę w Białymstoku jako nauczyciel. W 1952 w Białymstoku zaczął pracować jako wizytator szkół podstawowych przy Wojewódzkiej Radzie Narodowej. Następnymi stanowiskami w Białymstoku były: kierownik Oddziału Szkolnictwa Podstawowego przy WRN, od 1953 do 1956 roku przewodniczący Zarządu Okręgowego Związku Zawodowego Nauczycielstwa Polskiego oraz od 1956 do 1957 roku kierownik Wydziału Oświaty Powiatowej Rady Narodowej. W latach 1957–1960 kierownik Szkoły Podstawowej nr 19 i od 1960 do po 1969 roku Szkoły Podstawowej nr 23. Zmarł 6 maja 1998 w Białymstoku.

## Ordery i odznaczenia
- Krzyż Walecznych
- Srebrny Krzyż Zasługi
- Krzyż Kawalerski Orderu Odrodzenia Polski
- Medal 10-lecia Polski Ludowej
- Order Sztandaru Pracy II Klasy
- Medal Zwycięstwa i Wolności 1945
- Odznaka tytułu honorowego „Zasłużony Nauczyciel Polskiej Rzeczypospolitej Ludowej”